# Can Padró (Palau-solità i Plegamans)
Can Padró és una masia de Palau-solità i Plegamans (Vallès Occidental) protegida com a bé cultural d'interès local.

## Descripció
És una masia amb evidents modificacions de l'estructura original. Sobre una planta rectangular s'aixeca un edifici que, a partir del primer pis, és d'estructura quadrada. A la façana principal tenim una disposició simètrica dels elements, en tots els nivells. A la planta baixa el portal d'entrada és rectangular, amb finestres a cada costat també rectangulars i amb treballs de reixes de ferro forjat. Al primer pis, tres balcons amb baranes de ferro forjat i treballat. Al segon pis les obertures són més petites, com correspondria a les golfes, tot i que la del mig té una barana de ferro forjat. Els balcons del primer pis i les finestres del segon presenten una motllura que les emmarca. Tot el mur es troba arrebossat. Entre el primer i el segon pis es troba un rellotge de sol de ceràmica. La coberta és a quatre vessants i de teula àrab, amb un ràfec de força voladís sostingut per permòdols. Del centre de la teulada s'alça una torre quadrangular coronada per una balustrada de pedra amb elements decoratius a cada angle. Pel costat de Ponent, hi ha una galeria porxada a la planta baixa que origina un terrat al primer pis, rodejat de balustres. Tot al voltant de la casa existeixen cossos annexos de construcció d'èpoques diferents, així com encara es conserva l'entrada porxada a dues vessants i la tanca de l'antiga masia.

## Història
Segons sembla, la casa de Can Padró fou fundada a principis del segle xiv, i ha estat habitada sempre per la mateixa família que li dona nom. Dins el terme de Plegamans, durant molts anys ha estat la casa més forta i una de les més importants del Vallès. Les seves possessions arribaven fins al centre de la població. El terreny de l'actual església de Sant Genís de Plegamans i del Cementiri, foren cedits per Can Padró. Als fogatges de Plegamans i Palau-Solitar de 1470 surt "En Padró"; en el 1497 i en el de 1515 un tal Joan Padró. De l'any 1670 existeix una pedra, segurament procedent d'una sepultura, ja que es creu que l'antiga masia tenia capella i cementiri. Els actuals propietaris són descendents dels Padró.